# Nadia Graham-Hutchinson
Nadia Graham-Hutchinson (geb. Graham; * 3. September 1974) ist eine ehemalige jamaikanische Sprinterin, die sich auf den 400-Meter-Lauf spezialisiert hatte.
Bei den Weltmeisterschaften 1997 in Athen startete sie im Vorlauf der 4-mal-400-Meter-Staffel und trug so zum Gewinn der Bronzemedaille für das jamaikanische Team bei.

## Bestzeiten
- 400 m: 51,45 s, 18. Mai 1997, Auburn
  - Halle: 52,48 s, 22. Februar 1997, Gainesville